# Concerto d'Italie
Albums de Herbert Pagani
L'Amicizia
(1967) Megalopolis
(1972)
Concerto d'Italie est le second album de Herbert Pagani. C'est, en partie, l'adaptation en français de L'Amicizia. On y entend des ambiances, son réveil, le téléphone, la foule dans la rue, le train, les bruits de la ville, les chœurs de la chapelle Sixtine... La pochette intérieur comporte un des dessins de Pagani "Italia" très inspiré de Maurits Cornelis Escher.

## Pistes de l'album
| No | Titre                                        | Auteur                               | Durée |
| -- | -------------------------------------------- | ------------------------------------ | ----- |
| 1. | Introduction : Réveil - Téléphone - Radio... | H.Pagani                             | 1:34  |
| 2. | Concerto d'Italie                            | Pagani - Jencek                      | 9:00  |
| 3. | Mon Sud                                      | Pagani - Moraschi                    | 4:36  |
| 4. | Le Train de l'Espoir                         | Pagani - Thomas et Rivat - Limentani | 3:20  |
| 5. | Rouge Orange                                 | Pagani - Anelli                      | 3:56  |
| 6. | Chanson de La Jeunesse Différente            | Pagani - Devita                      | 4:18  |
| 7. | Des Œufs, du Lard et des Radis               | Pagani - Jencek                      | 3:42  |
| 8. | La Chanson Pour Les Hommes                   | Pagani - Anelli                      | 3:05  |
| 9. | Concerto Pour Venise                         | Pagani - Moraschi                    | 5:34  |